# Nový Olymp
Nový Olymp (v originále Nuovo Olimpo) je italský hraný film z roku 2023, který napsal a režíroval Ferzan Özpetek. Snímek měl světovou premiéru na Netflixu 1. listopadu 2023.

## Děj
Řím roku 1978. Student filmové vědy Enea a student medicíny Pietro se setkají v kině Nuovo Olimpo, které uvádí klasické filmy, ve skutečnosti ale slouží homosexuálům k seznámení. Pietro navrhuje, aby se sešli další den. Enea dostane klíč od domu babičky své kamarádky Alice. Zde spolu stráví noc.
Následujícího dne v Římě probíhá demonstrace, které je násilně potlačena, a při které je Pietro zraněn. Jejich další kontakt je tak znemožněn, protože si nestihli nevyměnit kontaktní údaje. Pietro byl v Římě jen krátce kvůli hospitalizaci své matky. Oba pak žijí vlastním životem. Pietro si vezme Giulii a stane se chirurgem. Z Eney se stane známý režisér, který žije s Antoniem. Na svou první přerušenou lásku ale nezapomínají.

## Obsazení
| Damiano Gavino    | Enea Monti             |
| Andrea Di Luigi   | Pietro Ghirardi        |
| Greta Scarano     | Giulia                 |
| Aurora Giovinazzo | Alice                  |
| Alvise Rigo       | Antonio                |
| Luisa Ranieri     | Titti, pokladní v kině |
| Giancarlo Commare | Ernesto                |